# Покровское (Лубенский район)
Покро́вское (укр. Покровське; до 2016 г. Жовтне́вое) — село, Литвяковский сельский совет, Лубенский район, Полтавская область, Украина.
Код КОАТУУ — 5322883902. Население по переписи 2001 года составляло 262 человека.

## Географическое положение
Село Покровское находится в 2-х км от села Червоные Пологи и в 4-х км от сёл Литвяки и Кремянка.
По селу протекает пересыхающий ручей с запрудой.